# Rennan Gonçalves de Oliveira
Rennan Gonçalves de Oliveira (* 1. August 1991 in Rio de Janeiro), oder einfach Rennan Oliveira genannt, ist ein brasilianischer Fußballspieler.

## Karriere
Das Fußballspielen erlernte Rennan Oliveira in der Jugendmannschaft des CR Flamengo in seiner Heimatstadt.
Bis Juli 2010 spielte er bei al-Markhiya SC in Doha (Katar). Wo er vorher gespielt hat, ist unbekannt. Anschließend spielte er bis August 2012 beim al-Shamal SC in Madīnat asch-Schamāl. Im September 2012 ging er in seine Heimat Brasilien, wo er sich CE Lajeadense aus Lajeado anschloss. 2013 wurde er an Figueirense FC ausgeliehen. Mitte 2014 wechselte er nach Griechenland. Hier schloss er sich Skoda Xanthi an. Der Club aus Xanthi spielte in der höchsten Liga des Landes, der Alpha Ethniki. 2015 wurde er nach Brasilien zu CE Aimoré ausgeliehen. Nach Vertragsende in Griechenland ging er wieder nach Brasilien. Über die brasilianischen Clubs Operário Ferroviário EC, EC Passo Fundo und EC São Bento wechselte er die Rückserie 2016 auf Leihbasis nach Thailand zum Port FC. Der Club aus der Hauptstadt Bangkok spielte in der zweiten Liga, der Thai Premier League Division 1. Mit Port wurde er Tabellendritter und stieg somit in die erste Liga auf. Nach der Ausleihe spielte er bei den brasilianischen Clubs Grêmio Esportivo Brasil und Luverdense EC. Im Juli 2018 verließ er wieder seine Heimat und ging nach Saudi-Arabien. Hier nahm ihn al-Ain FC unter Vertrag. Der Club aus Al-Atawlah spielte in der zweiten Liga, der Saudi First Division. 2019 zog es ihn wieder nach Thailand, wo er einen Vertrag beim Zweitligisten Army United aus Bangkok unterschrieb. Für die Army spielte er die Hinserie. Zur Rückserie unterschrieb er einen Vertrag beim Ligakonkurrenten Udon Thani FC in Udon Thani. Nach Saisonende wurde sein Vertrag in Udon Thani nicht verlängert. 2020 spielte er in seiner Heimat beim Nova Mutum EC in Nova Mutum. Am 24. Februar 2021 unterschrieb er einen Vertrag beim CE Bento Gonçalves in Bento Gonçalves. Nach sechs Spielen ging er Mitte 2021 wieder nach Thailand, wo er sich dem Drittligisten Angthong FC anschloss.

## Erfolge
Clube Esportivo Lajeadense
- Campeonato Gaúcho

2. Platz: 2013